# 普瓦斯基 (喬治亞州)
普瓦斯基（英語：Pulaski）是一個位於美國喬治亞州坎德勒縣的城鎮。

## 地理
普瓦斯基的座標為32°23′28″N 81°57′22″W / 32.39111°N 81.95611°W，而該地的平均海拔高度為64米（即210英尺）。

## 人口
根據2010年美國人口普查的數據，普瓦斯基的面積為2.10平方千米，當中陸地面積為2.10平方千米，而水域面積為0.00平方千米。當地共有人口266人，而人口密度為每平方千米126人。